# Jean-François Gravier
Jean-François Gravier (1915 - 2005) fue un geógrafo francés, famoso por su ensayo "Paris et le désert français" (París y el desierto francés) publicado en 1947 y reeditado en varias ocasiones. En él denunciaba el excesivo centralismo de París en detrimento del resto del país, así como la monopolización de recursos materiales y humanos que ejercía la capital francesa.
La obra de Gravier ayudó a reforzar la idea de cambiar la ordenación territorial de Francia tras la Segunda Guerra Mundial. Así en 1963, en el marco de la V República, se creó la Delegación para la Ordenación del Territorio y la Acción Regional (DATAR) para coordinar las políticas de planificación territorial con resultados contradictorios.

## Cita
Dans tous les domaines, l'agglomération parisienne s'est comportée depuis 1850, non pas comme une métropole vivifiant son arrière-pays, mais comme un groupe "monopoleur" dévorant la substance nationale.
En todos los aspectos, desde 1850 la aglomeración parisina se ha comportado, no como una metrópoli vivificante del interior del país, sino como un grupo "monopolista" devorando la esencia nacional.
Paris et le désert français, Ed 1972, p 60